# ماریا پیتلو
ماریا پیتلو (به انگلیسی: Maria Pitillo) (زاده ۸ ژانویه ۱۹۶۵) بازیگر آمریکایی است.
از فیلم‌های معروف او می‌توان به بازی در فیلم‌های گودزیلا، خدانگهدار عشق، هر کاری خواهم کرد، چراغ‌های روشن، شهر بزرگ، فرانک و جسی و او-شیطان اشاره کرد.